# Hemitriccus inornatus
Hemitriccus inornatus là một loài chim trong họ Tyrannidae.